# Ochodaeus matsudai
Ochodaeus matsudai is een keversoort uit de familie Ochodaeidae. De wetenschappelijke naam van de soort is voor het eerst geldig gepubliceerd in 1990 door Ochi.